# Control de calidad en el laboratorio

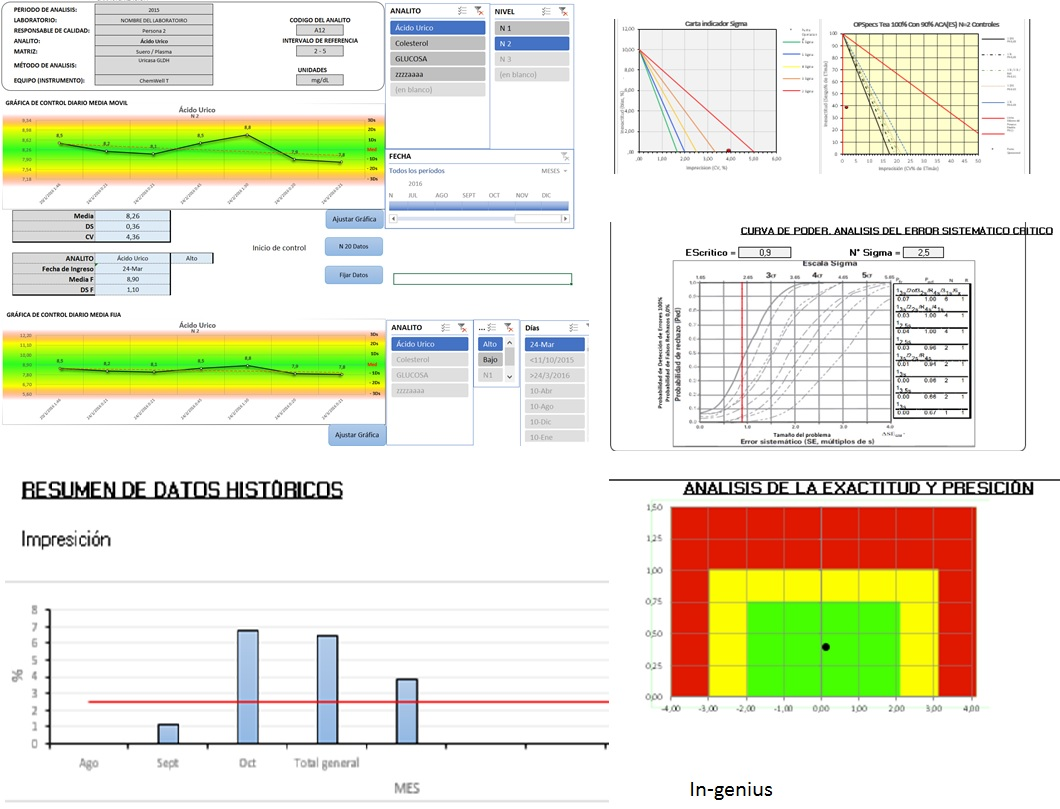
Ejemplo de herramientas informatizadas utilizadas para el control de calidad en el laboratorio.

El control de calidad en el laboratorio es un mecanismo diseñado para detectar, reducir, y corregir posibles deficiencias analíticas internas, antes de emitir un resultado. Tiene por finalidad aumentar la calidad y confiabilidad de los resultados informados.
El control de calidad es básicamente una medida de precisión, o de que tan bien un sistema de medición reproduce un mismo resultado a lo largo del tiempo bajo condiciones operativas diferentes.
Para ello se hace uso de un material de control sobre el cual se realiza una serie de determinaciones al comienzo de cada corrida analítica, luego de que un instrumento recibe servicio técnico, cada vez que se cambia un lote de reactivos, luego de cada calibración, y toda vez que un resultado parezca inapropiado.
El material de control debe reproducir, lo más aproximadamente posible, la misma matriz que las muestras analizadas, teniendo en consideración propiedades tales como la viscosidad, turbidez, composición y color. Debe ser simple de utilizar, y debe tener una mínima variación entre viales ya que una variabilidad excesiva puede ser malinterpretada como un error aleatorio en el método o en el instrumento. Debe ser estable en el tiempo y debe estar disponible en cantidades lo suficientemente grandes como para que un mismo lote dure al menos un año. Son más convenientes los controles líquidos que los liofilizados debido a que de esta forma se minimizan las variaciones debidas a errores de pipeteo durante la reconstitución.

## Interpretación
La interpretación de los datos de control de calidad involucra tanto métodos gráficos como estadísticos. Siendo mucho más fácilmente interpretables de manera visual, haciendo uso por ejemplo de gráficas de Levey-Jennings. En estas gráficas los datos de resultados obtenidos al analizar el material de control son consignados sobre el eje Y, mientras que el eje X indica el número de corrida de control; sobre el eje Y también se grafican una serie de líneas representando la media de la medición y límites para una, dos o tres desviaciones estándar. Al inspeccionar el patrón de puntos graficados se obtiene una manera simple de detectar incrementos en el error aleatorio asociado, y desplazamientos o tendencias asociables a errores sistemáticos en las calibraciones.

## Propósito del control Estadístico de la Calidad
Los procedimientos de control estadístico de la calidad están diseñados para monitorear la incertidumbre de un procedimiento de medición y alertar a los analistas sobre los problemas que podrían limitar la utilidad de un resultado de una prueba para los fines médicos previstos. El nivel de calidad necesario para una prueba de laboratorio clínico se basa en la aplicación médica. El laboratorio debe diseñar sistemas de control de calidad que comprueben que se logró la calidad deseada en los resultados. La exigencia de la calidad clínica puede establecerse en función del desempeño real de un método a través de la selección de los objetivos de calidad.

## Cartas de control
Una carta de control es un enfoque estadístico en el estudio de las variaciones inherentes a un proceso de manufactura, con el propósito de mejorar la efectividad y la relación de costos en el mismo. Estos métodos de control se basan en el monitoreo continuo de las variaciones asociadas a un proceso. Las cartas de control, conocidas también como 'cartas de Shewhart' o 'carta de desempeño operativo'; son herramientas estadísticas cuya pretensión es evaluar la naturaleza de la variación en un proceso para facilitar la predicción de su comportamiento y por lo tanto permitir la gestión de los posibles defectos o errores que pudieran surgir. Una carta de control es un tipo específico de gráfico de corrida (o gráfico de ejecución). La gráfica de control es una de las siete herramientas básicas de calidad entre las que se incluyen histogramas, diagramas de Pareto, hojas de verificación, diagramas de dispersión y diagramas de causa y efecto. Las cartas de control previenen ajustes innecesarios en los procesos; proveen información acerca de las capacidades del proceso; brindan información diagnóstica y son una técnica probada para mejorar la productividad.

## Gráficos de Levey–Jennings

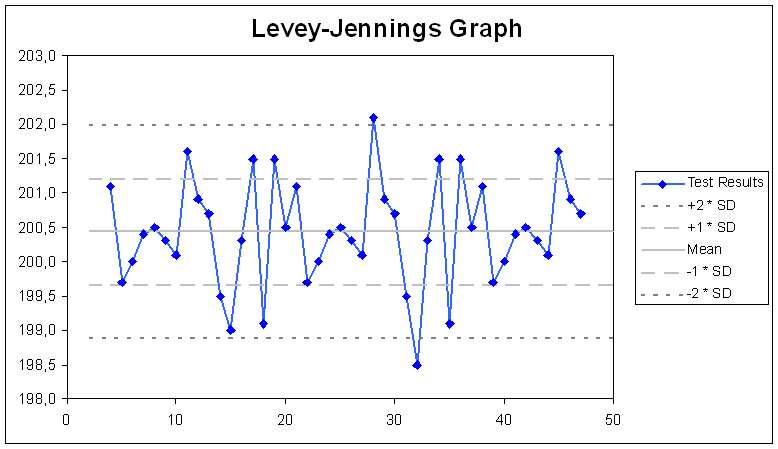
Un ejemplo de un gráfico de Levy-Jennings, con límites superiores e inferiores ubicados a una y dos veces el desvío estándar.

Un gráfico o carta de Levey-Jennings, es un gráfico en el cual los datos de control de calidad son presentados de manera tal que proveen una indicación visual de que un determinado proceso se encuentra funcionando de manera adecuada. La distancia de la media se mide en desvíos estándar (SD). 
Sobre el eje X se grafica la fecha y hora, o más habitualmente el número de corrida, y se realiza una marca indicando cuanto se aleja cada resultado de la media (la cual es el valor esperado para el material de control). También se grafican líneas a lo largo del gráfico indicando la media, uno, dos y a veces tres desvíos estándar a cada lado de la media. Esto hace fácil de ver cuan lejos del valor esperado se encuentra un resultado.
Sobre las cartas de Levey-Jennings pueden aplicarse reglas de control, tales como las reglas de Westgard, para determinar cuales de los resultados obtenidos en cada corrida analítica sobre la que se ha realizado un control pueden ser informados, o si deben ser corridos nuevamente luego de aplicar medidas correctivas. La formulación de las reglas de Westgard se basa en la aplicación de diferentes métodos estadísticos.

Reciben este nombre en honor a S. Levey y E. R. Jennings quienes sugirieron en 1950 la utilización de gráficos de Shewhart en el laboratorio de análisis clínico.